# Казьмежево (Влоцлавський повіт)
Казьмежево (пол. Kaźmierzewo) — село в Польщі, у гміні Любане Влоцлавського повіту Куявсько-Поморського воєводства.
Населення — 147 осіб (2011).
У 1975-1998 роках село належало до Влоцлавського воєводства.

## Демографія
Демографічна структура станом на 31 березня 2011 року:
|          | Загалом | Допрацездатний вік | Працездатний вік | Постпрацездатний вік |
| -------- | ------- | ------------------ | ---------------- | -------------------- |
| Чоловіки | 74      | 12                 | 54               | 8                    |
| Жінки    | 73      | 15                 | 42               | 16                   |
| Разом    | 147     | 27                 | 96               | 24                   |